# 火の夜
『火の夜』（フランス語: Nuits de feu）は、1937年（昭和12年）製作・公開、マルセル・レルビエ監督によるフランスの長編劇映画である。

## 略歴・概要
1900年前後、ロシア帝国（現在のロシア）のレフ・トルストイが執筆し、死後発表された戯曲『生ける屍』を、マルセル・レルビエがT・H・ロベールらと共同で脚色し、映画化したものである。
日本での配給は、エムパイヤ商事合名会社が行った。

## スタッフ
- 監督 : マルセル・レルビエ
- 原作戯曲 : レフ・トルストイ
- 脚本 : マルセル・レルビエ、T・H・ロベール
- 原作 : レフ・トルストイ
- 台詞 : ジャン・サルマン
- 撮影 : アルマン・ティラール、ルイ・ネ
- 録音 : ロベール・テッセール
- 美術 : ユジェーヌ・ルーリエ、ギイ・ド・ガスチーヌ
- 衣裳デザイン : ジョルジュ・アネンコフ
- 編集 : ヴィクトル・ド・ファスト
- 音楽 : ジャン・ヴィエネル、ロジェ・デゾルミエール
- 製作 : シネ・アリアンス

## キャスト
- ヴィクトル・フランサン - フェードル・アンドレイエフ
- ガビ・モルレ - リザ・アンドレイエワ
- ジョルジュ・リゴー - セルジュ・イワノヴィッチ・ロストフ
- ガブリエル・シニョレ - グリゴリー・ボビニーヌ
- マドレーヌ・ロバンソン - マーシャ
- シャルル・ドラ - 囚人
- アンドレ・ノクス - 社長
- エルネスト・フェルニー - 役人
- ルネ・ジェナン - バリシェフの客
- シノエル - 底辺の住人
- ルネ・ベルジュロン - 密告者
- ジャン・トゥールー - バリシェフ
- ロベール・ルグリス - 若い兵隊
- ジャンヌ・ロリ - ボビニーヌ夫人
- オデット・タラザク - ジプシーの女
- ポール・アンドラル - リザの母
- ポーレット・ビュルゲ - 女性カメラマン
- アンリ・クレミュー

## ストーリー
舞台は1904年、ロシアのサンクトペテルブルク。裁判所では、殺人事件に関する公判が開かれていた。被告は嫉妬に駆られて妻を殺した若い男、弁護士も若い青年セルジュ・イワノヴィッチ・ロストフ（ジョルジュ・リゴー）、検事はセルジュの恩師フェードル・アンドレイエフ（ヴィクトル・フランサン）である。
セルジュとフェードルは論戦をぶつけあったが、私生活では仲がよい。傍聴席にはフェードルの妻リザ（リザ・アンドレイエワ）がいる。この裁判はセルジュの初陣であり、リザも気になっているのである。そこでフェードルが耳にしたのは、裁判所の代理人ボビニーヌ（ガブリエル・シニョレ）が書記を相手にした噂話。セルジュとリザの間にある噂であった。被告への判決はシベリア送りの終身刑であった。
裁判を終えた後で、セルジュと妻を先に劇場にいってもらい、フェードルは被告の許を訪れた。被告は妻を殺したが愛していた、自分は余計者だったのだと嘆く。遅れて劇場にフェードルが到着する。フェードルの目には、セルジュと妻が非常に親しいものに映った。その夜の演目はバレエ『火の夜』であった。バレエが終わり、ネヴァ川のほとりに馬車を止め、散歩し始める3人。フェードルは突然、セルジュに激しい言葉を浴びせかけてしまう。セルジュと妻は馬車に戻り、フェードルはジプシー（ロマ）の酒場へ行き、遺書を書き、自殺を図る。それを止めたのが、ジプシーの娘マーシャ（マドレーヌ・ロバンソン）であった。
翌朝、ネヴァ川に、フェードルのコートと遺書が見つかり、死体があがる。フェドール・アンドレイエフは死んだものとみなされた。リザは未亡人となり、夫を思いながらつらい日々を送る。1年が経ち、警察は、自殺ではなく、リザをフェードル殺しの犯人であると断定した。
ロシア軍の最前線にある勇敢な兵士がいた。「ピョートル・イグナトフ」と名乗るその兵士は、リザという女が夫殺しの罪で裁判中であることを知る。「ピョートル」の正体は、死んだはずのフェドール・アンドレイエフであった。
サンクトペテルブルクでの裁判では、フェードルが亡くなった最後の夜に、3人を乗せた馬車の御者が証言をし、リザは有罪が決定的な情勢となっていた。すでに昇進していたボビニーヌが刑を宣告しようとするそのとき、法廷に兵士「ピョートル・イグナトフ」が現れる。「ピョートル」は自らのすべてを法廷で語る。この証言により、告訴は却下され、リザは冤罪から放免される。フェードルは再び「ピョートル」として戦地に戻る。リザはいつまでも待つと彼に伝えるのである。

## 関連事項
- 生ける屍
- 生ける屍 (1918年の映画)
- 生ける屍 (1929年の映画)
- 生ける屍 (1930年の映画)

## 註
1. ↑  火の夜、キネマ旬報、2009年12月9日閲覧。